# العلاقات الفنزويلية الميكرونيسية
العلاقات الفنزويلية الميكرونيسية هي العلاقات الثنائية التي تجمع بين فنزويلا وولايات ميكرونيسيا المتحدة.

## مقارنة بين البلدين
هذه مقارنة عامة ومرجعية للدولتين:
| وجه المقارنة                                              | فنزويلا                                  | ولايات ميكرونيسيا المتحدة |
| --------------------------------------------------------- | ---------------------------------------- | ------------------------- |
| المساحة (كم2)                                             | 916.45 ألف                               | 702                       |
| عدد السكان (نسمة)                                         | 28.87 مليون                              | 105.54 ألف                |
| الكثافة السكانية (ن./كم²)                                 | 31.5                                     | 15.03 ألف                 |
| العاصمة                                                   | كاراكاس                                  | باليكير                   |
| اللغة الرسمية                                             | اللغة الإسبانية، لغة الإشارة الفنزويلية ‏ | لغة إنجليزية              |
| العملة                                                    | بوليفار فنزويلي                          | دولار أمريكي              |
| الناتج المحلي الإجمالي (بليون دولار)                      | 482.36 مليار                             | 336.43 مليون              |
| الناتج المحلي الإجمالي (تعادل القوة الشرائية) بليون دولار |                                          | 365.27 مليون              |
| الناتج المحلي الإجمالي الاسمي للفرد دولار أمريكي          |                                          | 3.02 ألف                  |
| الناتج المحلي الإجمالي للفرد دولار أمريكي                 |                                          |                           |
| مؤشر التنمية البشرية                                      | 0.762                                    | 0.640                     |
| رمز المكالمات الدولي                                      | +58                                      | +691                      |
| رمز الإنترنت                                              | .ve                                      | .fm                       |
| المنطقة الزمنية                                           | 00                                       |                           |

## منظمات دولية مشتركة
يشترك البلدان في عضوية مجموعة من المنظمات الدولية، منها:
| علم المنظمة | اسم المنظمة                        | تاريخ انضمام فنزويلا | تاريخ انضمام ولايات ميكرونيسيا المتحدة |
| ----------- | ---------------------------------- | -------------------- | -------------------------------------- |
|             | الاتحاد الدولي للاتصالات           | 13 أغسطس 1920        | 18 مارس 1993                           |
|             | منظمة حظر الأسلحة الكيميائية       | ?                    | ?                                      |
|             | يونسكو                             | 25 نوفمبر 1946       | 19 أكتوبر 1999                         |
|             | وكالة ضمان الاستثمار متعدد الأطراف | 9 مايو 1994          | 11 أغسطس 1993                          |
|             | مؤسسة التمويل الدولية              | 28 ديسمبر 1956       | 24 يونيو 1993                          |
|             | الأمم المتحدة                      | 15 نوفمبر 1945       | 17 سبتمبر 1991                         |
|             | البنك الدولي للإنشاء والتعمير      | 30 ديسمبر 1946       | 24 يونيو 1993                          |

## وصلات خارجية
- موقع وزارة الخارجية الفنزويلية